# 支链淀粉
支链淀粉（amylopectin）又称胶淀粉或淀粉精，是天然淀粉的两种主要高分子化合物之一（另一种为直链淀粉）。普通淀粉颗粒内，支链淀粉约占75％-80％，直链淀粉约占20％-25％。化学式为(C6H10O5)nH2O。

## 结构
从结构上来讲，支链淀粉是一个具有树枝形分支结构的多糖；相对于直链淀粉，结构较不规则，整体呈球状。相对分子质量较大，一般由1000－300,000个左右葡萄糖单位组成，分子量约为100万，有些可达600万。D-吡喃葡萄糖单位通过α-1,4-苷键连接成一直链，此直链上又可通过α-1,6-苷键形成侧链，在侧链上又会出现另一个分支侧链。主链中每隔6－9个葡萄糖残基就有一个分支，每一个支链平均含有约15－18个葡萄糖残基，平均每24－30个葡萄糖残基中就有一个非还原尾基。因此支链淀粉的结构为高支化聚合物，十分复杂。

## 特性
- 支链淀粉的结构呈具有树枝形分支的不规则球状，占有较大的空间。
- 支链淀粉因球状而将较多的结构包埋在内，水溶性比直链淀粉更差，要更高温才开始溶解，形成的溶液黏度更大。
- 支链淀粉因拥有更多的葡萄糖单体末端，淀粉酶将之水解的速度较快。
- 支链淀粉与碘作用产生红紫色。
- 支链淀粉加热糊化后，分子中的链较为松散，因此具有较高的粘度；当淀粉糊冷却时，支链淀粉分子中的分支结构又减弱了分子链重新结合的紧密程度，表现出较好的抗老化能力。但支链淀粉耐剪切的稳定性较差，在剪切力作用下淀粉链被破坏，表现为粘度下降，保水力减弱。
- 支链淀粉在甲基化、水解后，端基的葡萄糖变为2,3,4,6-四-O-甲基-D-葡萄糖，链中非分支点的葡萄糖残基变为2,3,6-三-O-甲基-D-葡萄糖，而链分支点的葡萄糖残基则变为2,3-二-O-甲基-D-葡萄糖。

## 与糖原比较
动物体内贮存的糖原相当于植物体内的淀粉，因此也称为动物淀粉。糖原的结构与支链淀粉较为相似，但树枝形的分支更多。支链淀粉一般是每隔24～30个葡萄糖才有一个分支，糖原的支链多大约8～12个葡萄糖就有一个分支。